# 懸案陪審團
懸案陪審團（英語：Hung jury；deadlocked jury；陪審團僵持）是指陪審員意見分歧而無法作出一致裁斷或達到法定票數裁斷的陪審團。這個情況，在曾蔭權涉貪案裡其中一項「行政長官收受利益罪」發生兩次，原審與重審相隔約8個月的時間。

## 資料來源
1. ↑  . std.stheadline.com.   [2017-11-08]. （原始内容存档于2018-09-16）.
2. ↑  . Apple Daily 蘋果日報.   [2017-11-08]. （原始内容存档于2018-08-23）.